# ميكالية
مَيْكَالِيَة (بالهندستانية: میگھالیہ؛ معناه مجتمَع السحاب) ولاية صغيرة في شمال شرق الهند، شكلت الولاية في 21 يناير 1972 من تلال خاسي المتحدة وتلال جينتيا وتلال غارو التابعين لولاية آسام وقتها. قدر عدد سكان ميكالية ب 3,211,474 نسمة في عام 2014. تلبغ مساحة الولاية حوالي 22,429 كيلومترا مربع وتبلغ نسبة طولها إلى عرضها حوالي 3:1.
تحد الولاية ولاية آسام من الشمال والشرق وبقية الجهات بنغلاديش فيحدها إقليم ميمينسينغ وإقليم سلهت من الجنوب وإقليم رنكبور من الغرب، عاصمة الولاية وأكبر مدنها هي شيلونغ. أطلقت السلطات البريطانية وقت حكم الراج البريطاني عليها لقب "إسكتلندا الشرق". تختلف النظم الاجتماعية في الولاية عن العديد من الولايات الهندية، فيعود النسب فيها للأم وترث الابنة الصغرى كل ثروة والديها كما أنها تعتني بهما.
الولاية هي المنطقة الأكثر رطوبة في الهند فيبلغ معدل هطول الأمطار 12,000 مـم (470 بوصة) في تلال خاسي الجنوبية. تشكل الغابات حوال 70% من مساحتها.
يقوم اقتصاد الولاية على القطاع الزراعي، ومن المحاصيل الزراعية الهامة بها البطاطس والأرز والذرة والأناناس والموز والبابايا والتوابل. قدر الناتج المحلي الإجمالي لولاية ميكالية لعام 2012 ب16173 كرور روبية هندية (2٫7 مليار دولار أمريكي). الدولة غنية بالمعادن لكن لم تستثمر هذه المعادن. يوجد في الولاية حوالي 1,170 كـم (730 ميل) من الطرق السريعة الوطنية، كما أنها مركز لوجستي رئيسي للتجارة مع بنغلاديش.
قامت اللجنة الدولية للطبقات بتقسيم العصر الهولوسيني إلى ثلاث مراحل في يوليو 2018، وأطلقت على المرحلة الأخيرة من العصر الهولوسيني اسم «المَيْكَالِيّ» وذلك بناءً على وجود سبيليوثيم في كهف موملوه يشير إلى حدث مناخي عالمي كبير حدث حوالي عام 2250 قبل الميلاد، والذي تم اختياره كعلامة طبقية حدودية.
اسم الولاية مشتق الكلمتين السنسكريتية ميغا بمعنى "سحابة" وألايا بمعنى "دار" أي دار الغيوم.

## التاريخ
كانت ميكالية والولايات الهندية المجاورة ذات أهمية أثرية كبيرة، بدأ الاستيطان البشري في ميكالية في العصر الحجري الحديث، عاش السكان في الهضاب المرتفعات التي كانت تهطل بها الأمطار الغزيرة وبها تربة خصبة ومحمية من الفيضانات بسبب ارتفاعها. تكمن أهمية ميكالية في دورها المحتمل في زراعة واستئناس الأرز، تقول نظرية أصل الأرز لإيان جلوفر إن "الهند هي مركز أكبر تنوع للأرز المستأنس فيوجد فيها أكثر من 20,000 نوع وشمال شرق الهند هي منطقة أول أرز مستأنس".
بعد فتح اسكندر خان غازي لسهلت وقت السلطان شمس الدين فيروز شاه من سلطنة لخنوتي، هاجر الشاه عارفين رفيع الدين، تلميذ شاه جلال واستقر في تلال خاسي وجينتيا وبدأ في الدعوة الإسلام. يوجد خانقاه في ساربينج/لوريرجاره على قمة لور هيل على الحدود البنغلاديشية.
يعتقد أن موقع Bhaitbari الذي اكتشفه A. K. Sharma في عام 1993 كانت إحدى عواصم كاماروبا فعثر في الموقع على حصن من الطوب على حدود ميكالية وآسام استعمر في القرنين الرابع والثامن الميلادي. اكتشف البريطانيون نبات الشاي في عام 1834 في ولاية آسام، وبدأت في تأجير الأراضي للتجار الذين سيزرعون الشاي منذ عام 1839 فصاعدًا. كان لقبائل خاسي وغارو وجينتيا ممالك خاصة حتى دخلت تحت الإدارة البريطانية في القرن التاسع عشر. قام البريطانيون بدمج ميكالية في ولاية آسام في عام 1835.
كانت ميكالية الحالية منطقتين ضمن ولاية آسام تتمتع بحكم ذاتي محدود وقت استقلال الهند في عام 1947. بدأ حركة المطالبة بالانفصال عن ولاية آسام في عام 1960. أعلنت حكومة الهند في 11 سبتمبر 1968 خطة لإنشاء مناطق ذات حكم ذاتي داخل ولاية آسام وهذه المناطق محددة في الجزء الأول من الجدول الملحق بالمادة 20 من الجدول السادس للدستور. على إثر ذلك أصدر قانون إعادة تنظيم آسام (ميكالية) لعام 1969 لتأسيس ولاية مستقلة. شكلت الولاية منطقتي تلال خاسي المتحدة وتلال جينتيا وتلال غارو التابعة لولاية آسام، استخدم الاسم (ميكالية) الذي سمى به الجغرافي شيبا ب. تشاترجي، أستاذ الجغرافيا في جامعة كلكتا، المنطقة في عام 1936. دخل القانون حيز التنفيذ في 2 أبريل 1970 وكان بها مجلس تشريعي مكون من 37 عضوًا وفقًا للجدول السادس للدستور الهندي.
أقر البرلمان قانون المناطق الشمالية الشرقية (إعادة التنظيم) الذي ستصبح بموجبه ميكالية ولاية كاملة في عام 1971. وأصبحت ميكالية ولاية في 21 يناير 1972 مع جمعية تشريعية خاصة بها.

## الجغرافيا

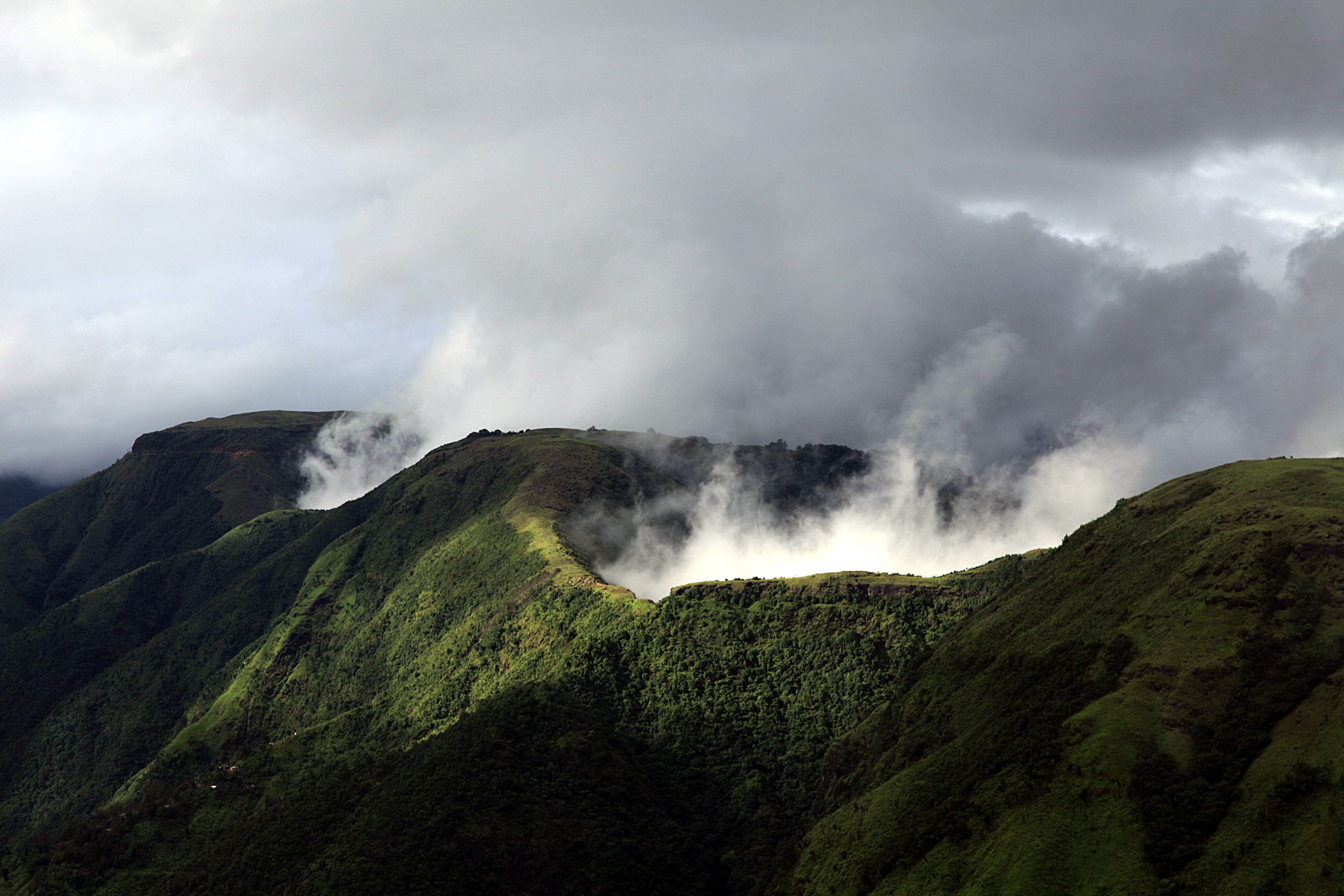
جبل Laitmawsiang وعليه ضباب.

ميكالية هي واحدة من الولايات السبع الشقيقة في شمال شرق الهند. الولاية جبلية ، وتتكون أساسا من التكوينات الصخرية القديمة. وتحتوي تكويناتها الصخرية على رواسب غنية من المعادن الثمينة مثل الفحم والحجر الجيري واليورانيوم والسيليمانيت.

### المناخ
تعتبر ميكالية أكثر مكان رطب في العالم مع متوسط هطول الأمطار السنوي الذي يصل إلى 12000 ملم (470 بوصة). ترتفع درجات الحرارة أغلب العام في الجزء الغربي من الهضبة التي يوجد بها تلال غارو المنخفضة. بينما تتمتع منطقة شيلونغ المرتفعة بدرجات حرارة منخفضة عمومًا ونادرًا ما تتجاوز الحرارة القصوى فيها 28 درجة مئوية (82 درجة فهرنهايت).
تحمل قرية تشيرابونجي في تلال خاسي جنوب العاصمة شيلونج الرقم القياسي العالمي في كمية هطول الأمطار في شهر واحد، بينما تحمل قرية Mawsynram، الواقعة بالقرب من تشيرابونجي الرقم القياسي لأكبر كمية أمطار في عام.

### الحياة البرية
تغطي الغابات حوالي 70% من مساحة الولاية، ومنها 9,496 كم² (3,666 ميل مربع) من الغابات الشبه استوائية الأولية الكثيفة. يوجد في ميكالية تنوع كبير من الثدييات والطيور والزواحف والحشرات. من أهم الثدييات الفيلة والدببة والباندا الأحمر وزبادة ملقة والنمس وابن عرس والقوارض والغو وجاموس الماء البري والأيل والخنزير البري والعديد من الرئيسيات. تعتبر كهوف الحجر الجيري في ميكالية مثل كهف سيجو موطنًا لبعض من أندر أنواع الخفافيش في البلاد، وقد وُجد hoolock gibbon في جميع أنحاء ميكالية.
تشمل الزواحف الشائعة في ميكالية السحالي والتماسيح والسلاحف، وتوجد في ميكالية أيضًا أنواع متعددة من الأصليات مثل الثعبان والناشر الهندي والناشر الملك وثعبان المرجان والأفعويات. يوجد في غابات ميكالية 660 نوعًا من الطيور العديد منها مستوطن في سفوح الهيمالايا والتبت وجنوب شرق آسيا، من هذه الطيور 34 نوع مدرجًا في قائمة الأنواع المهددة بالانقراض عالميًا و9 أنوع مهددة بالانقراض محليًا. من الطيور الإقليمية الأخرى التي عثر عليها القبيط والببغاء الهندي الكبير والمحاس.

## السكان
بلغ عدد سكان الولاية 2,966,889 في تعداد 2011، سجلت ميكالية أعلى نمو سكاني كل عشر سنوات بنسبة 27.82٪ بين جميع الولايات الشمالية الشرقية السبع وفقا للتقرير المؤقت لتعداد عام 2011. كانت نسبة الجنس في الولاية 986 أنثى لكل 1000 ذكر وهو أعلى بكثير من المتوسط الوطني البالغ 940. وكانت نسبة الجنس في المناطق الحضرية تبلغ 985 وهو أعلى من المعدل المناطق الريفية البالغة 972.

### الدين
ديانات ميغالايا (2011)
ميكالية هي واحدة من ثلاث ولايات في الهند ذات أغلبية مسيحية فتبلغ نسبة عدد المسيحين حوالي 75% من السكان وهم في الغالب من طوائف المشيخية والمعمدانية وكنيسة الرب ‏ والكنيسة الرومانية الكاثوليكية. الهندوس هم أكبر أقلية دينية في ميكالية بنسبة 11.52% من إجمالي السكان حسب تعداد 2011. يتمركز الهندوس بشكل أساسي في غرب غارو هيلز (19.11%) وشرق كازي هيلز (17.55%) وري بهوي (11.96%). معبد نارتيانغ دورغا هو معبد هندوسي رئيسي في ميكالية وهو أحد الـ 51 شاكتي بيتا في العالم. يرتبط الدين في الولاية بالعرق فيدين تقريبًا 90% من قبيلة الغارو وحوالي 80% من الخاسي بالمسيحية بينما يدين أكثر من 97% من الهاجونغ و98.53% من الكوخ و94.60% من شعب رابحة بالهنوسية.
يشكل المسلمون 4.39% من السكان، ويتركزون بشكل رئيسي في غرب غارو هيلز بنسبة 16.60%.
بدأ السكان الأصليين باعتناق المسيحية في القرن التاسع عشر وقت الحقبة الاستعمارية البريطانية. فنشطت الجمعية التبشيرية الأجنبية المعمدانية الأمريكية في ثلاثينيات القرن التاسع عشر وهدفت إلى تحويل القبائل الأصلية إلى المسيحية. حاليًا المشيخية والكاثوليكية هما الطائفتان المسيحيتان الأكثر شيوعًا في ميكالية.

### اللغات
اللغات في ميغالايا (تعداد 2011)
اللغة الإنجليزية هي اللغة الرسمية للدولة. اللغات الأكثر تحدثًا في ميكالية هي اللغة الخاسية (33.82%) ثم اللغة الغاروية (31.60%) يليهم Pnar (10.69%) والبنغالية (6.44%) والنيبالية (1.85%) وWar (1.73%) والهندية (1.62%) والهاجونغية (1.40%) والآسامية (1.34%).
اللغة الغاروية مرتبطة وتتشابه مع اللغة البودووية وهما جزء من عائلة اللغات التبتية البورمية. يوجد العديد من اللجهات الغاورية مثل الأبنغ أو الأمبنغ، الأتونغ والأكاوي وماتشي دوال وتشيبوك وتشيساك ميغام وروغا وغارا غانشينغ وماتابنغ. يُتحدث باللغات الهندية الآرية مثل الأسامية والبنغالية وهاجونغية والهندية والنيبالية بالأساس في مناطق شرق كازي هيلز وغرب غارو هيلز.

## الحكومة
تتكون الجمعية التشريعية في ميكالية من 60 عضو.  يمثل الولاية عضوان في لوك سابها وعضو واحد في راجيا سابها. السلطة القضائية بالولاية حاليًا هي محكمة ميكالية العاليا التي أنشئت في عام 2013، لكن قبل ذلك ومنذ إنشاء الدولة كانت محكمة غوهاتي العليا هي السلطات القضائية في ميكالية. حاكم ميكالية الحالي هو سي إتش فيجاياشانكار الذي شغل المنصب في يوليو 2024.

### التقسيم الإداري
تنقسم الولاية إلى 3 مجالس حكم ذاتي تنقسم بدورها إلى 12 مقاطعة على النحو الآتي: كان هناك 11 مقاطعة و16 بلدة وما يقدر بنحو 6026 قرية في ميكالية في عام 2012. أنشئت المقاطعة الثانية عشر (شرق غرب خاسي هيلز) في عام 2021.
منطقة جينتيا هيلز:
- West Jaintia Hills (Jowai)
- East Jaintia Hills (Khliehriat)

منطقة خاسي هيلز:
- شرق كازي هيلز (شيلونغ)
- غرب تلال خاسي (Nongstoin)
- South West Khasi Hills (Mawkyrwat)
- ري بهوي (Nongpoh)
- Eastern West Khasi Hills (Mairang)

منطقة غارو هيلز:
- North Garo Hills (Resubelpara)
- شرق غارو هيلز (Williamnagar)
- جنوب غارو هيلز (Baghmara)
- غرب غارو هيلز (Tura)
- South West Garo Hills (Ampati)

يوضح الجدول أدناه مؤشر التنمية البشرية لبعض مقاطعات ميكالية في عام 2021.
| الرتبة | المنطقة        | المؤشر |
| ------ | -------------- | ------ |
| 1      | شرق خاسي هيلز  | 0.676  |
| 2      | غرب غارو هيلز  | 0.571  |
| 3      | ري بهوي        | 0.496  |
| 4      | جنوب غارو هيلز | 0.484  |
| 5      | جينتيا هيلز    | 0.469  |
| 6      | غرب خاسي هيلز  | 0.405  |
| 7      | شرق غارو هيلز  | 0.396  |
|        | ميكالية        | 0.550  |

## الاقتصاد
يقوم اقتصاد ميكالية على القطاع الزراعي، ويعمل بالزراعة حوالي ثلثي القوى العاملة في الولاية. يسهم هذا القطاع بحوالي ثلث الناتج القومي الإجمالي للدولة. تتسم الزراعة في ميكالية بالإنتاجية المنخفضة والممارسات الزراعية غير المستدامة. قُدر الناتج المحلي الإجمالي للولاية بـ 16173 كرور روبية هندية (2٫7 مليار دولار أمريكي) في عام 2012. ذكر البنك الاحتياطي الهندي في نفس العام أن حوالي 12% من إجمالي سكان الولاية تحت خط الفقر منهم 12.5% من سكان الريف و9.3% من سكان المناطق الحضرية.

### الزراعة

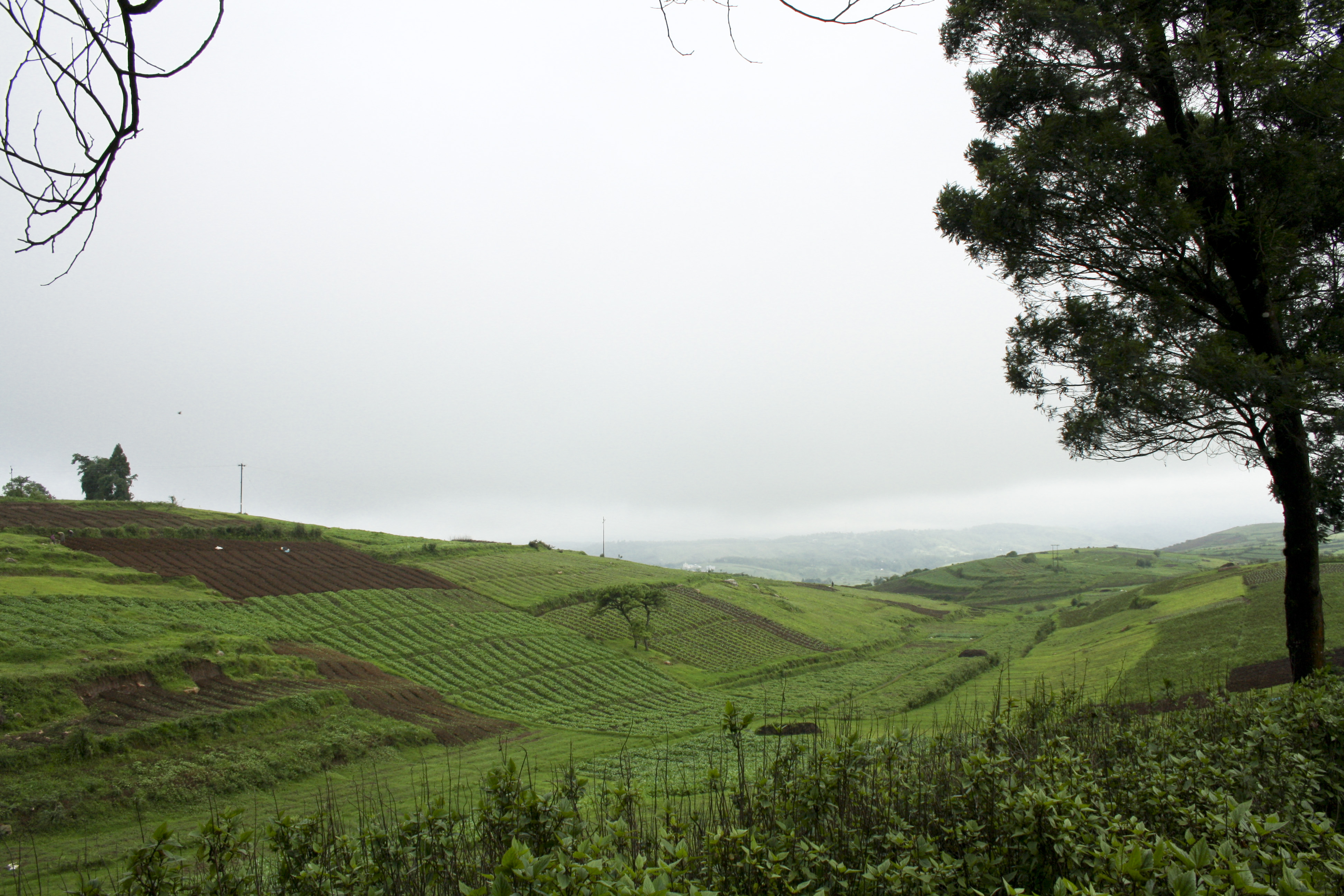
مزراع شاي على تلال الولاية

أنتجت ميكالية 230,000 طن من الحبوب الغذائية في عام 2001. الأرز هو الغذاء الرئيس في الولاية والغذائية الهامة الأخرى هي الذرة والقمح وعدد قليل من الحبوب والبقول الأخرى. توفر الظروف المناخية في ميكالية الفرصة لزراعة مجموعة واسعة ومتنوعة من محاصيل البستنة مثل الفواكه والخضروات والزهور والتوابل والفطر والنباتات الطبية. تشتهر الولاية أيضا بزراعة البرتقال والليمون والأناناس والجوافة والليتشي والموز والبرقوق والكمثرى والخوخ.

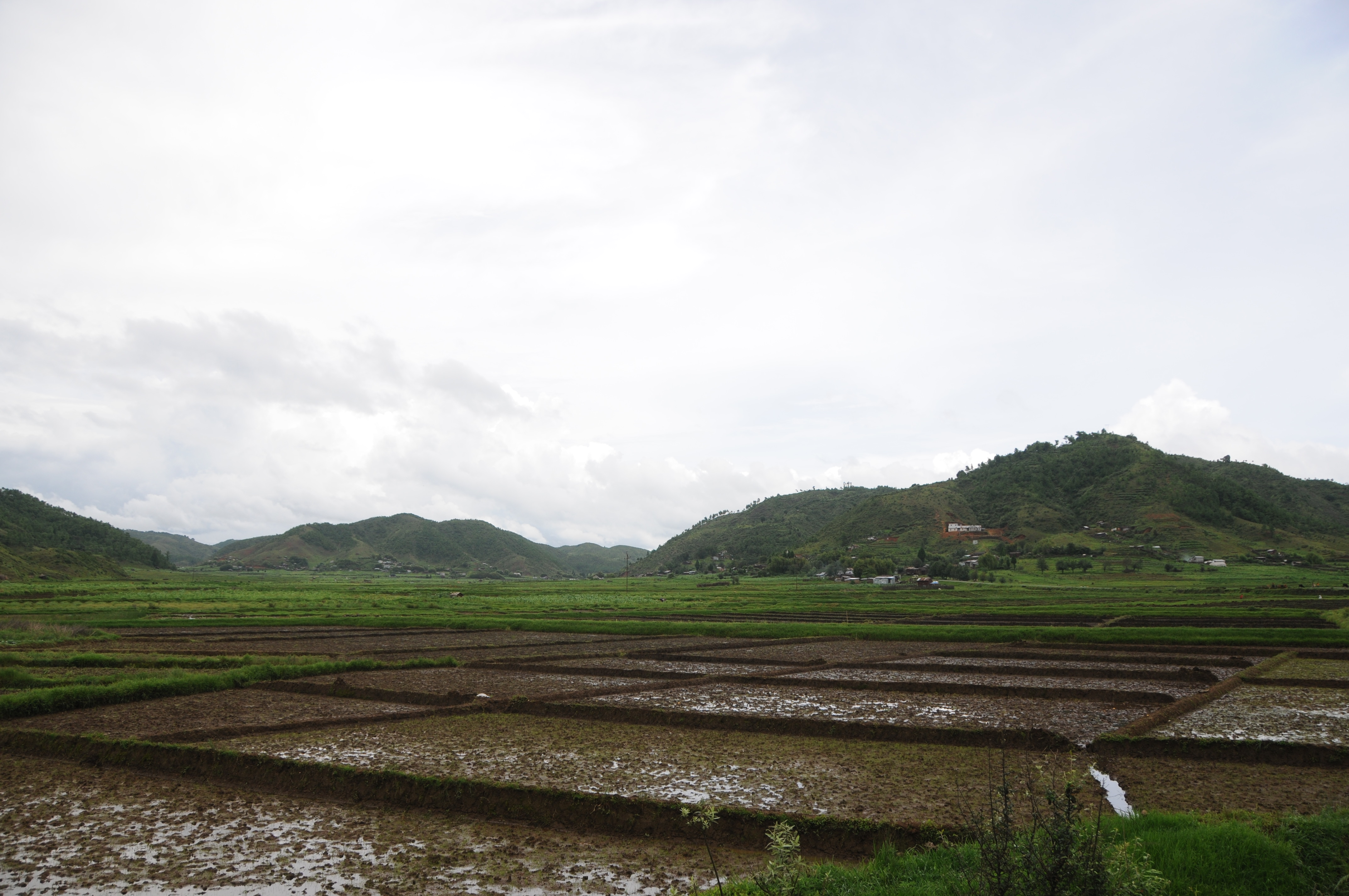
مزارع في كولون

شهد إنتاج الحبوب زيادة كبيرة بعد زراعة أصناف غلة عالية الإنتاجية. فمثلًا أدخلت أصناف أرز Masuri وPankaj IR 8 وRCPL المناسبة لموسم الربيع، وأصناف Megha I وMegha II المقاومة للبروة والتي يمكن زراعتها في التلال. متوسط إنتاجي الأرز يصل إلى 2300 كجم/هكتار (2100 رطل/فدان). وكذلك الحال بالنسبة للذرة والقمح فزادت الإنتاجية من 534 كجم/هكتار (476 رطل/فدان) في 1971-72 إلى 1218 كجم/هكتار (1087 رطل/فدان) للذرة ومن 611 كجم/هكتار (545 رطل/فدان) إلى 1490 كجم/هكتار (1330 رطل/فدان) للقمح.
تُزرع البذور الزيتية مثل بذور اللفت والخردل وبذور الكتان وفول الصويا والخروع والسمسم على مساحة تقارب 100 كيلومتر مربع. يُعتبر اللفت والخردل أهم البذور الزيتية فيشكلان أكثر من ثلثي الإنتاج الكلي للبذور الزيتية الذي يبلغ حوالي 6.5 ألف طن. تُعد محاصيل الألياف مثل القطن والجوت المحاصيل النقدية الرئيسية في ميكالية وتُزرع في تلال غارو.

### الكهرباء

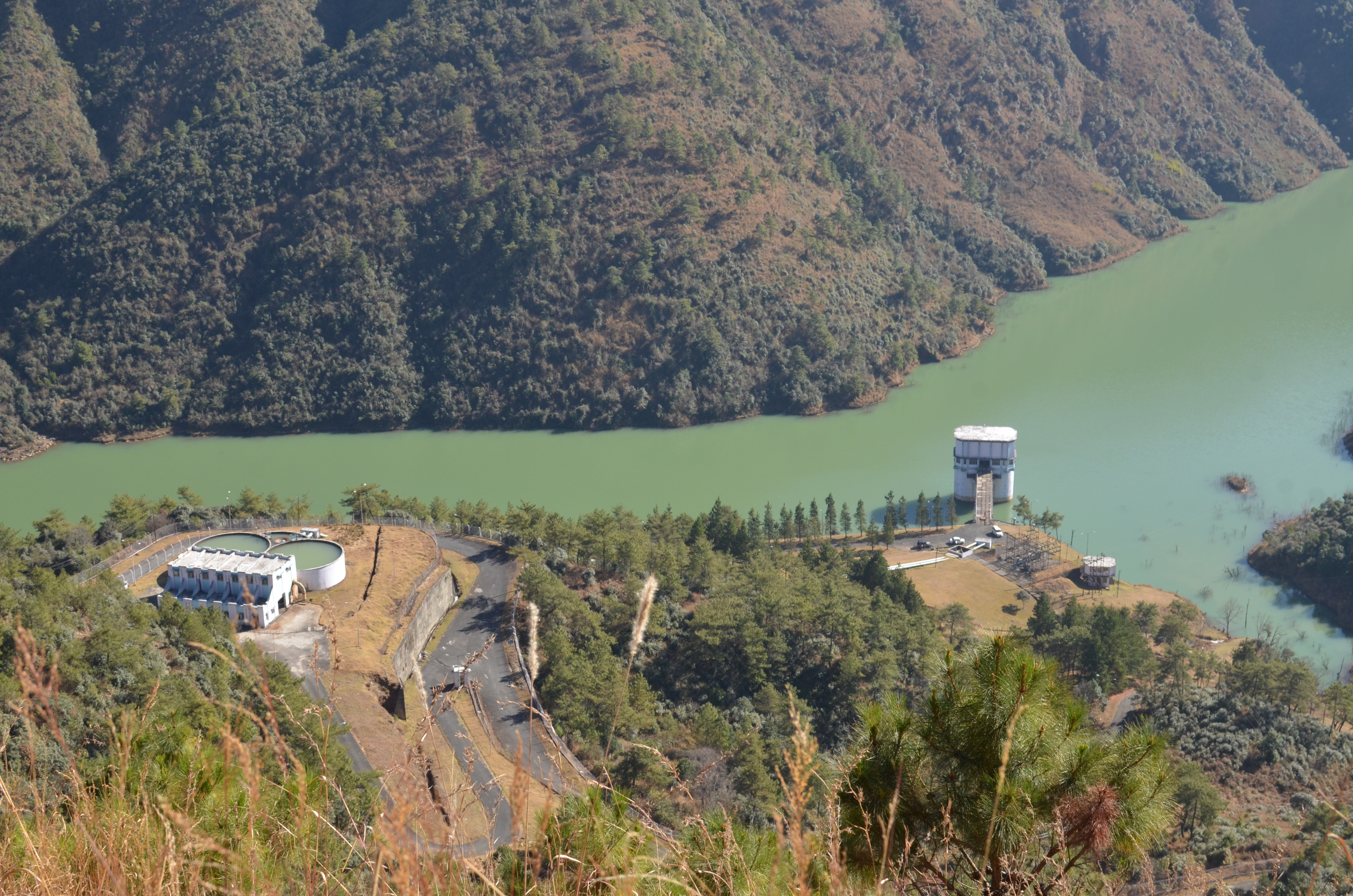
خزان سد Mawphlang الكهرومائي.

تمتلك ميكالية إمكانات هائلة من الطاقة الكهرومائية غير المستغلة، تفوق 3000 ميجاوات. بينما القدرة المركبة الحالية في الولاية هي 185 ميجاوات وتستهلك الدولة 610 ميجاوات، أي أنها تستورد الكهرباء.
هناك عدة مشاريع قيد التطوير. يُتوقع أن يولد مشروع غارو هيلز الحراري المقترح في نانغالبيبرا 751 ميجاوات إضافية من الطاقة. يُقترح إنشاء محطة طاقة حرارية بقدرة 250 ميجاوات في تلال خاسي الغربية. تسعى حكومة الولاية لزيادة قدرتها التوليدية بحوالي 2000-2500 ميجاوات، منها 700-980 ميجاوات حرارية و1400-1520 ميجاوات كهرومائية. وضعت حكومة الولاية نموذجاً للشراكة بين القطاعين العام والخاص لتقاسم التكاليف وتسريع الاستثمارات الخاصة في قطاع الطاقة.
يُقترح إنشاء المزيد من مشاريع الطاقة في الولاية ضمن الخطة الخمسية الثانية عشر للهند مثل: Kynshi (450 ميجاوات)، Umngi −1 (54 ميجاوات)، Umiam-Umtru -V (36 ميجاوات)، Ganol (25 ميجاوات)، Mawphu (120 ميجاوات)، Nongkolait (120 ميجاوات)، Nongnaw (50 ميجاوات)، Rangmaw (65 ميجاوات)، Umngot (260 ميجاوات)، Umduna (57 ميجاوات)، Myntdu-Leshka-II (60 ميجاوات)، Selim (170 ميجاوات)، Mawblei (140 ميجاوات). تعهدت مجموعة Jaypee ببناء مشروعي Kynshi وUmngot في تلال خاسي.

## التعليم

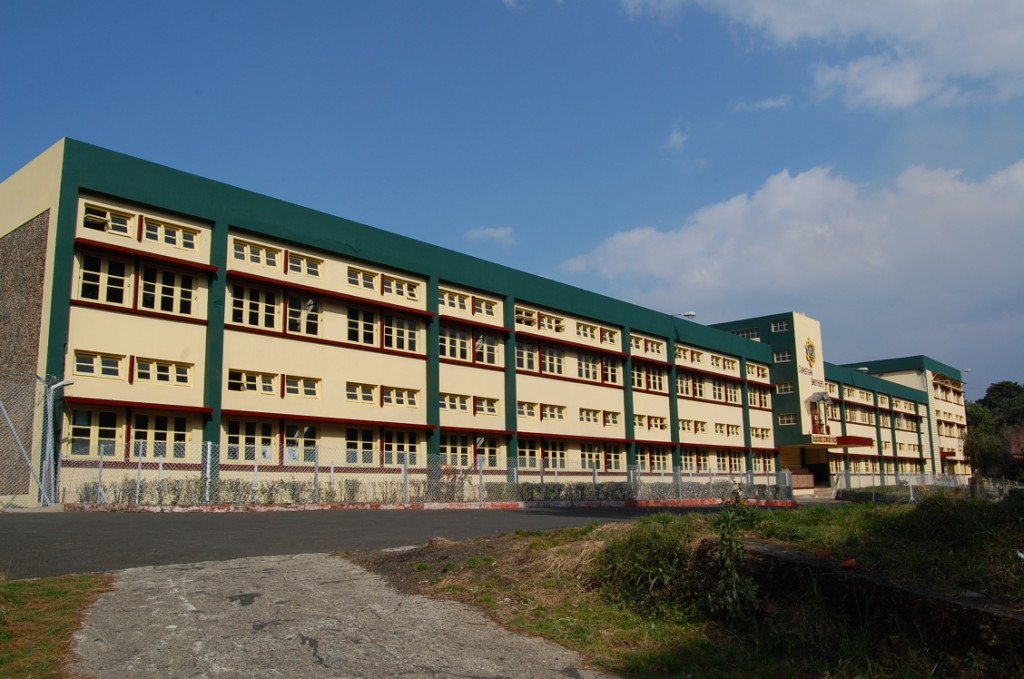
مدرسة سانت إدموند، شيلونغ

بلغ معدل القراءة والكتابة 62.56% في الولاية حسب تعداد عام 2001، مما جعلها الولاية السابعة والعشرين من المعدل في الهند. قد ارتفع هذا المعدل إلى 75.5% في عام 2011. كانت في الولاية 5851 مدرسة ابتدائية و1759 مدرسة متوسطة و655 مدرسة ثانوية في عام 2006. كان هناك 518,000 طالب مسجل في المدارس الابتدائية و232,000 في المدارس المتوسطة في عام 2008. تعمل الولاية على مراقبة مدارسها من حيث الجودة والتوصيل والبنية التحتية وتدريب المعلمين.
تتميز المؤسسات العليا مثل المعهد الهندي للإدارة وجامعة التكنولوجيا والإدارة (USTM) في شيلويغ بأنها الأولى في الهند في تدريس هندسة الحوسبة السحابية بالتعاون مع IBM وجامعة دراسات البترول والطاقة. ويعتبر IIM Shillong من أرقى معاهد الإدارة في البلاد.

## النقل
منطثة شمال شرق الهند منفصلة عن باقي الهند ولا يربطها بالهند إلا ممر سيليجوري الضيق الذي المنطقة بولاية البنغال الغربية، يسبب هذا الموضوع صعوبة كبيرة في تحسين شبكات النقل ووصلها ببقية الهند. يوجد في العاصمة شيلونغ شبكة طرق جيدة نسبيًا لكنها شيئة في باقي الولاية والكثير منها غير معبدة.

عندما أصبحت ميكالية دولة ذات حكم ذاتي في عام 1972 بعد انفصالها عن ولاية آسام، كان بها شبكة طرق بطول 2786.68 كم منها 174 كم من طرق سريعة وطنية وكانت كثافة الطرق 12.42 كم لكل 100 كيلومتر مربع. بزاد طول شبكة الطرق إلى 9350 كم في عام 2004 وكان 5857 كم منها معبدة. زادت كثافة الطرق إلى 41.69 كم لكل 100 كيلومتر مربع في مارس 2011 وهو ما يزال، وهو أقل بكثير من المتوسط الوطني البالغ 75 كم لكل 100 كم2. تقوم إدارة الأشغال العامة في ميكالية بتحسين وتطوير الطرق والجسور تدريجيًا.

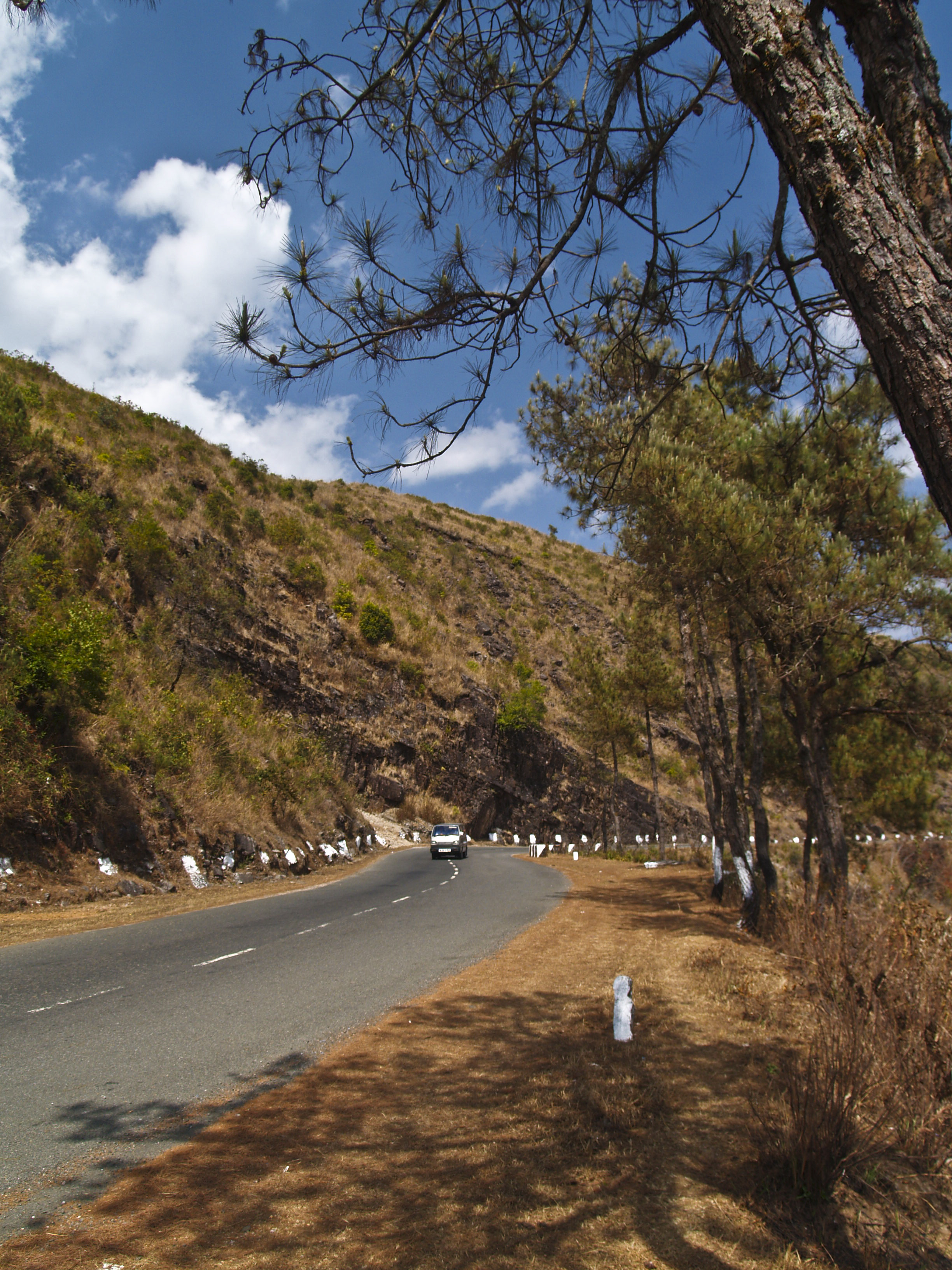
طريق الولاية السريع 5 بالقرب من تشيرابونجي، ميكالية
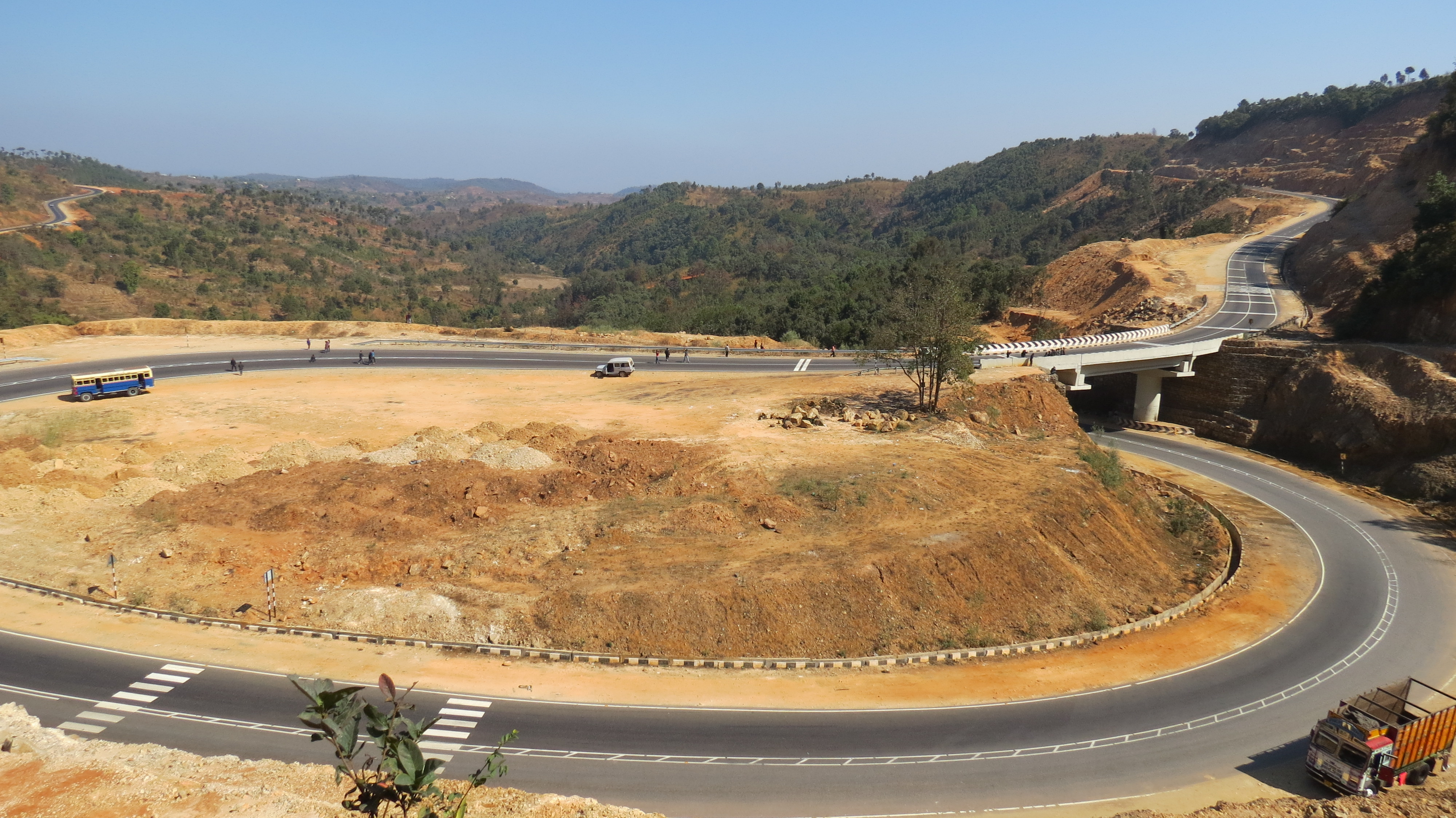
طريق شيلونغ الملتف
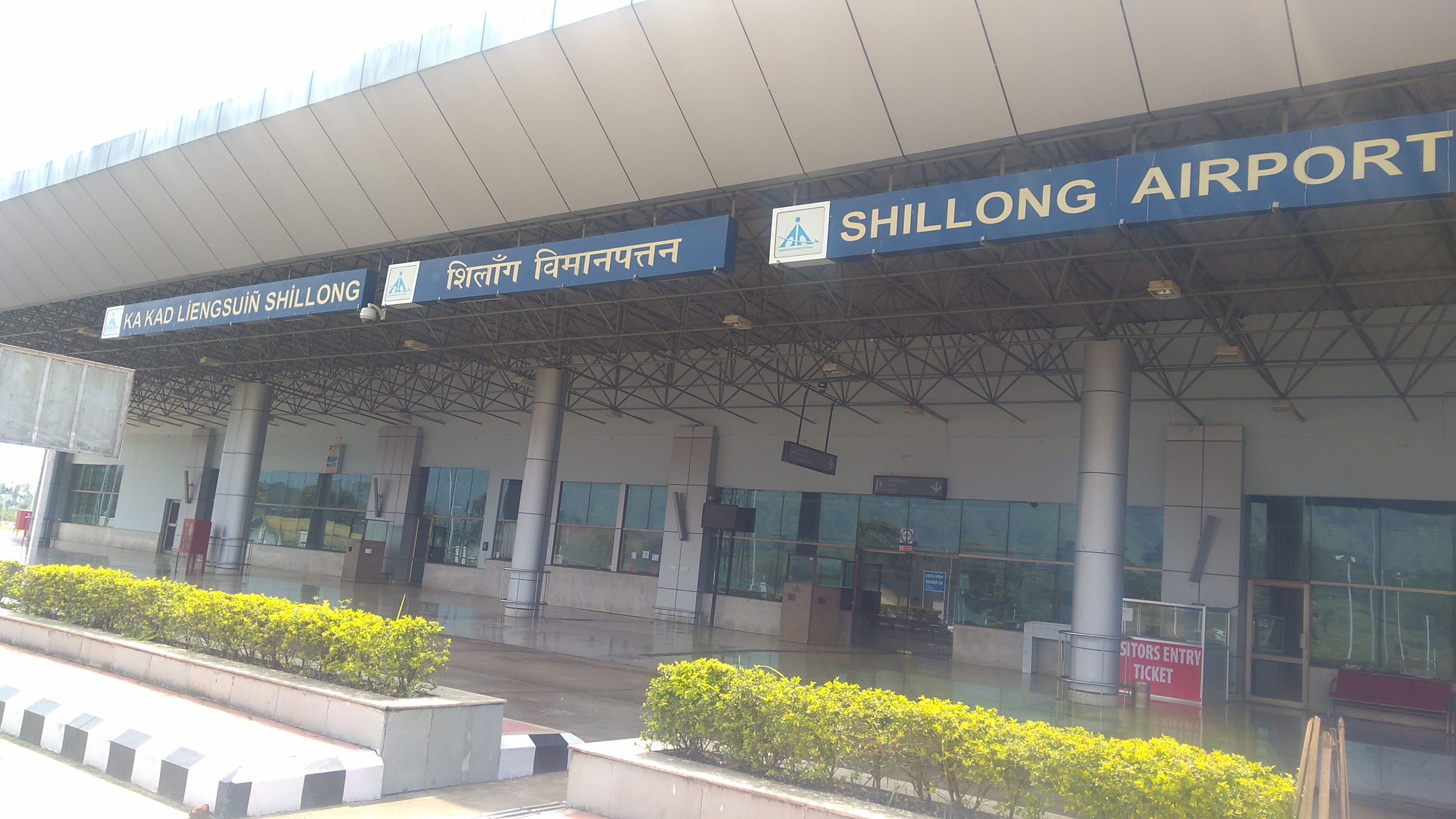
مطار شيلونغ  [لغات أخرى]‏
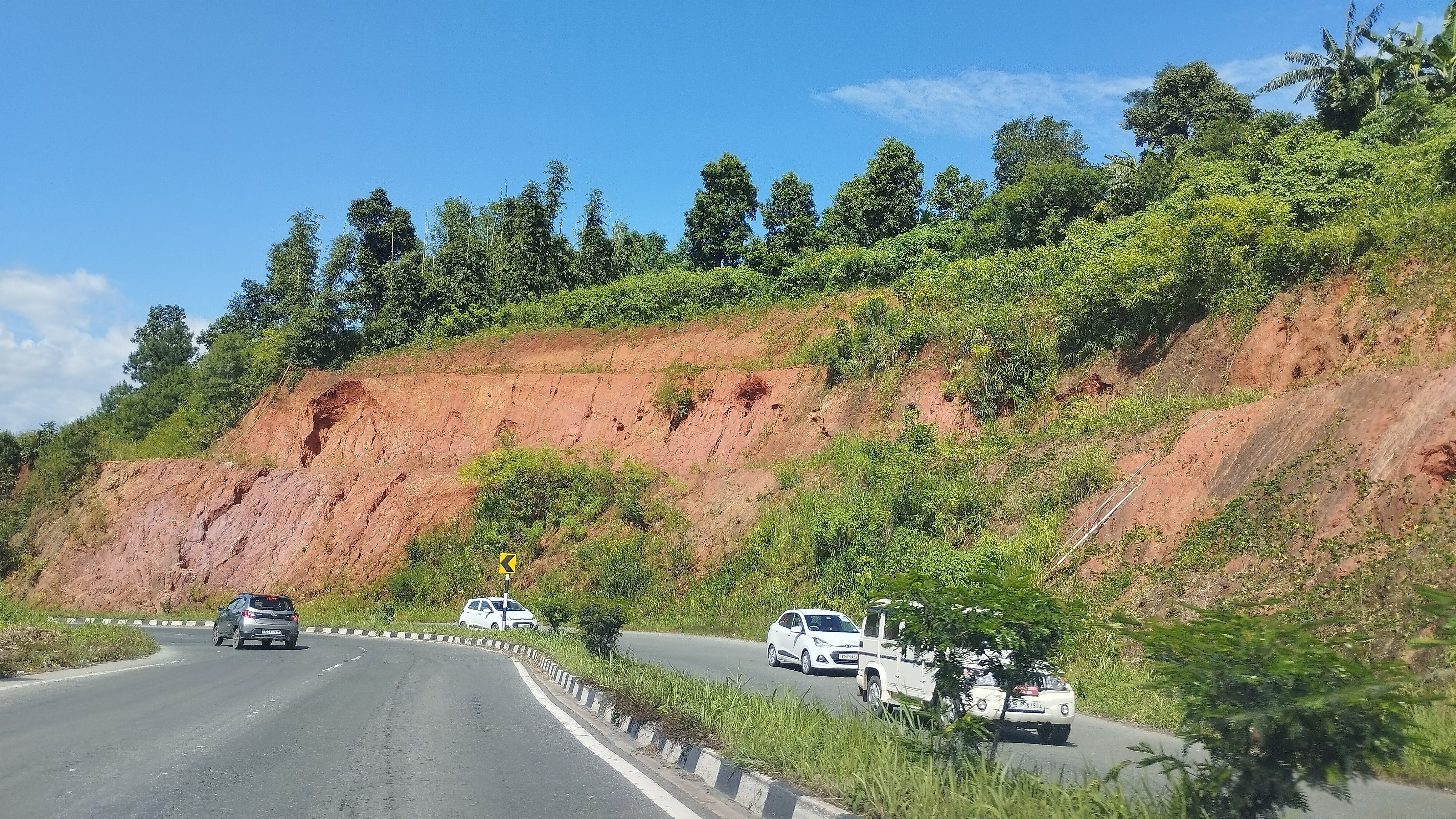
الطريق الوطني السريع 6
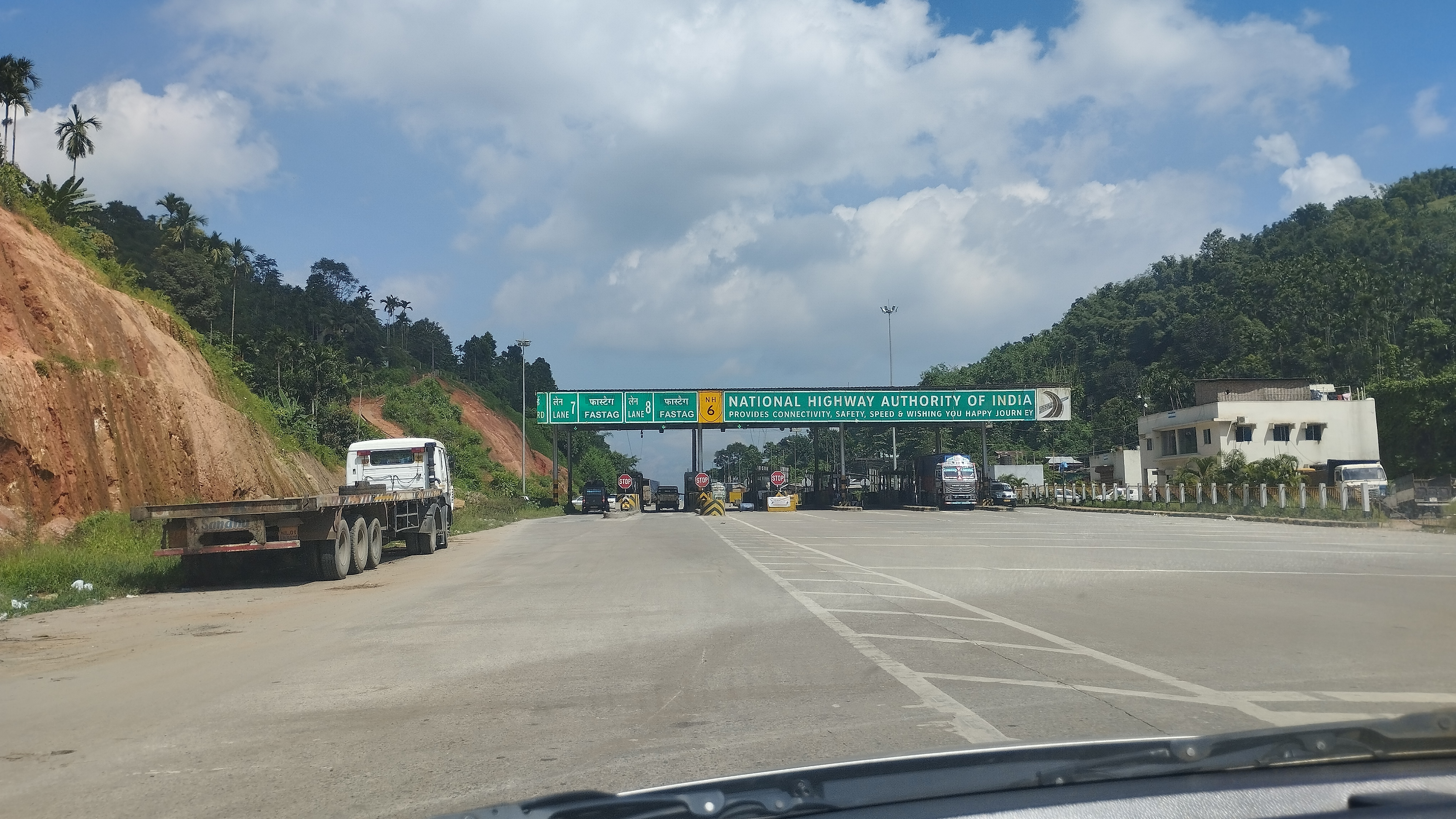
الطريق السريع الوطني 6 تول بلازا

### السكة الحديد
يوجد خط سكة حديد في منديباثار بالولاية يربط خط السكة الحديد هذا منديباثار بجواهاتي في آسام وقد بدأت هذه الخدمة في 30 نوفمبر 2014. كانت هناك سكة حديد جبلية تعمل سابقًا في الولاية تحت اسم سكك حديد ولاية شيرا كومباني جانج. هناك خطط لتوسيع خط السكة الحديد من جواهاتي إلى بيرنيهات الواقعة على بعد 20 كيلومترًا (12 ميل) من جواهاتي داخل ميكالية ومده إلى عاصمة الولاية شيلونغ.

### المطارات
يوجد مطار محلي في أمروي يبعد 30 كيلومترًا (19 ميل) عن شيلونغ. تم افتتاح مبنى جديد للمطار بتكلفة 30 كرور روبية (3.6 مليون دولار أمريكي) في يونيو 2011. تشغل Air India Regional رحلات إلى كلكتا من هذا المطار وهناك خدمة طائرات هليكوبتر تربط شيلونغ بجواهاتي وتورا. بدأ مطار بالجك القريب من تورا في العمل في عام 2008. تقوم هيئة المطارات الهندية بتطوير المطار ليستوعب طائرات إيه تي آر 42/إيه تي آر 72.

## السياحة
احتاج السياح الأجانب إلى تصاريح خاصة لدخول المناطق التي تشكل الآن ولاية ميكالية حتى عام 1955، وقد جذبت السياحة بسبب قربها من اسكتلندا بمرتفعاتها وضبابها ومناظرها الطبيعية.
تُعد جسور جذور الأشجار أحد المعالم الجذابة فيوجد العديد منها بالقرب من تشيرابونجي. يوجد أيضا جسور جذور من طابقين في قرية Nongriat بالأساس وفي قرى Nongthymmai وMynteng وTynrong. لكنها بدأت تقل بسبب الانهيارات الأرضية أو الفيضانات أو استبدلت بجسور فولاذية حديثة.
تشتهر ميكالية أيضًا بـ"بساتينها المقدسة" وهي مناطق صغيرة أو كبيرة من الغابات أو النباتات الطبيعية التي يخصصها السكان المحليون للآلهة الشعبية المحلية أو أرواح الأشجار أو بعض الرموز الدينية. يحمى السكان المحليون هذه البساتين وأحيانًا لا يلمس السكان المحليون الأوراق أو الفواكه. ينتج عن هذه الحماية مناطق تكون فيها الطبيعة والحياة البرية بكرة. تعد غابة Mawphlang المقدسة وهي واحدة من أشهر الغابات المقدسة في ميكالية وتقع على بعد حوالي 25 كيلومترًا من شيلونغ، ويجد بها شجرة رودراكشا.

تُعتبر قرية ماولينونغ الواقعة بالقرب من الحدود بين الهند وبنغلاديش واحدة من القرى التي تقدم نمط سياحة الحياة البرية وظهرت في مجلة السفر "اكتشف الهند". ومن أشهر الحدائق بالولاية حديقة بالباكرام الوطنية البكر، وحديقة نوكريك الوطنية في تلال غارو التتميز بسحرها الخاص وتنوع الحياة البرية فيها.

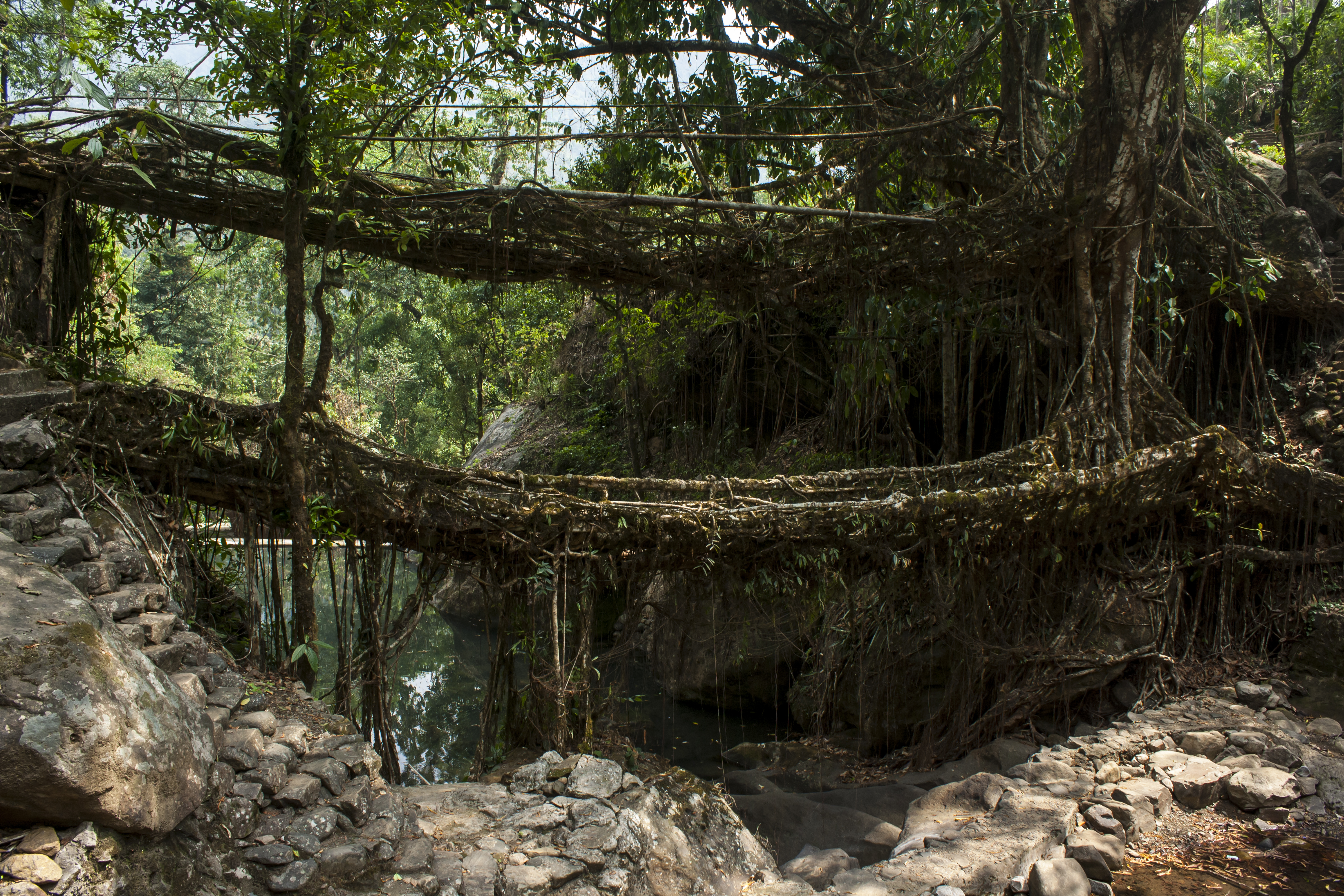
جسر جذور من طابقية
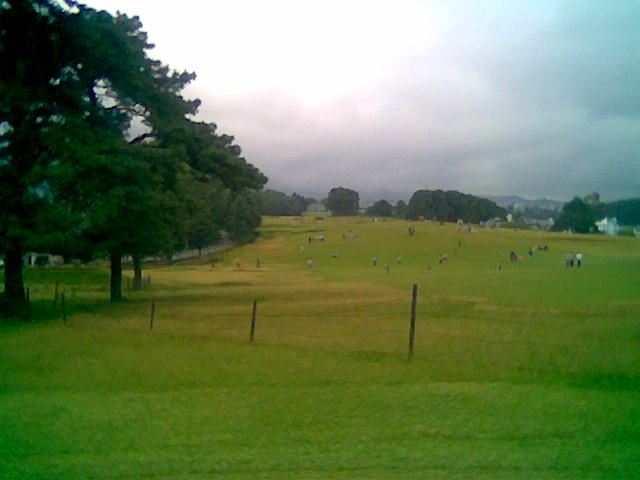
ملعب شيلونغ للجولف أحد أقدم ملاعب الجولف في الهند
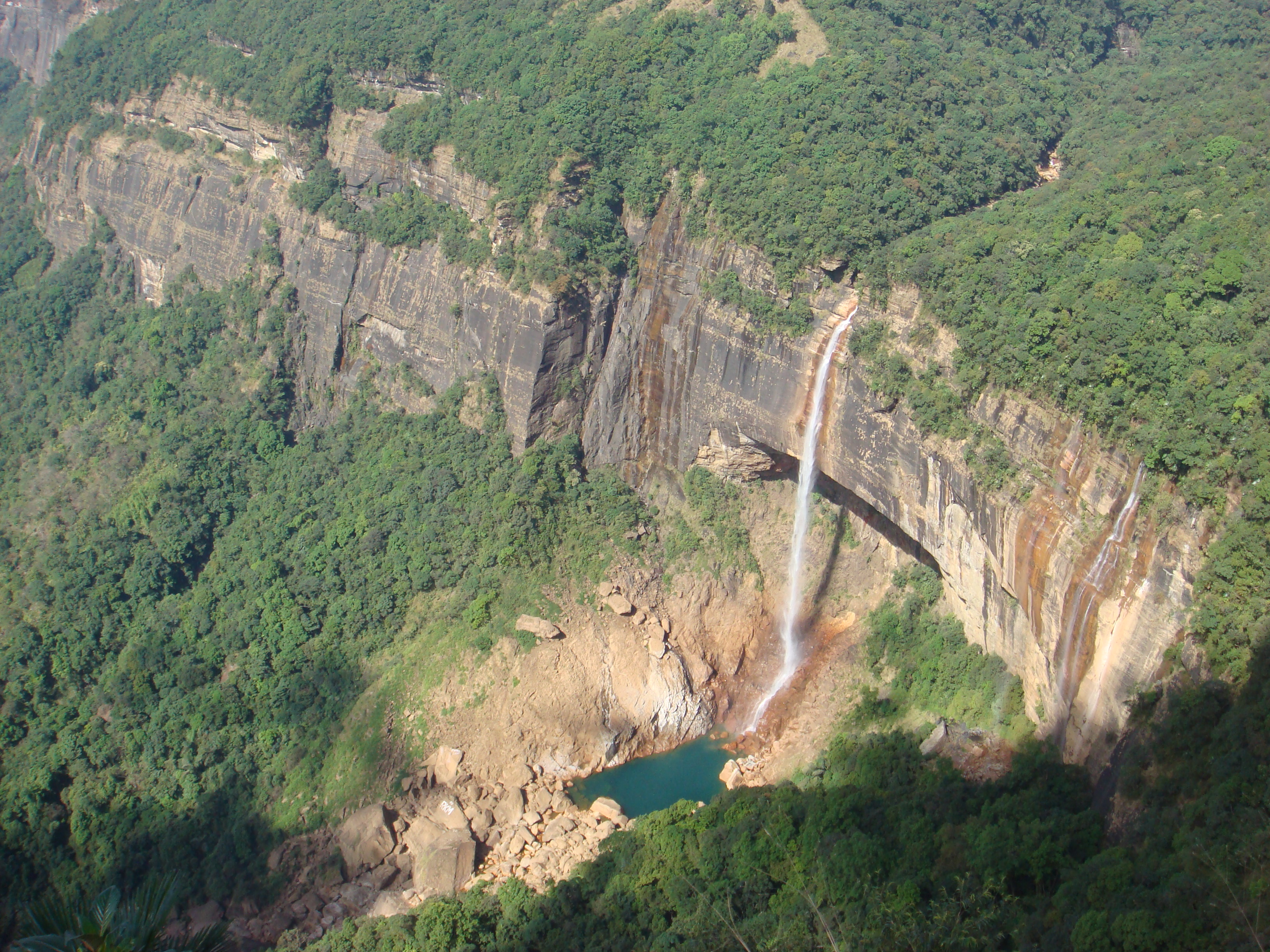
شلالات نوهكاليكاي أحد أعلى الشلالات في العالم
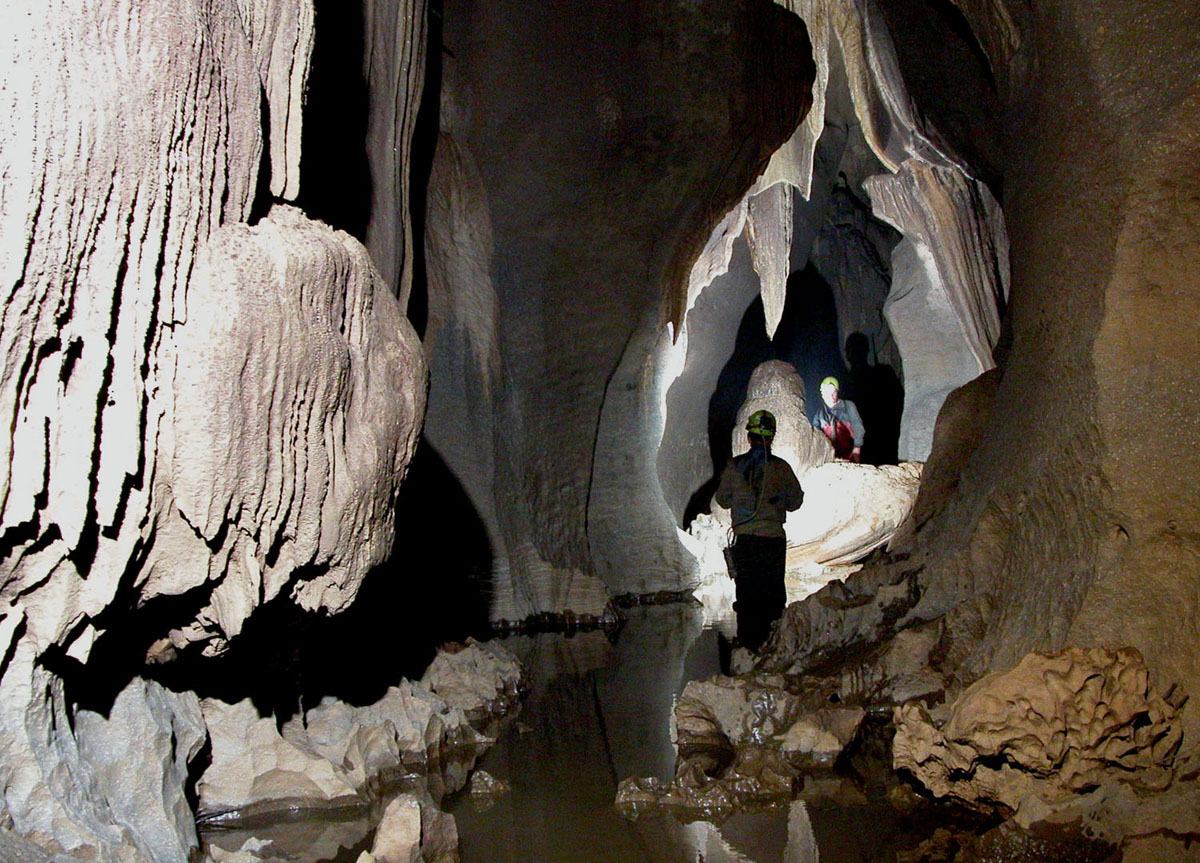
يوجد في ميكالية لديها من الكهوف الحجر الجيري. الموجود أعلاه في جينتيا هيلز

## الثقافة والمجتمع
لدى المجموعات القبلية العرقية الرئيسية الثلاث وهي الخاسي والجينتيا والغارو مؤسسات اجتماعية وسياسية تقليدية تأسست منذ مئات السنين. هذه المؤسسات السياسية كانت متطورة نسبيًا وتعمل على مستويات متعددة تشمل مستوى القرية ومستوى العشيرة ومستوى الدولة.

### النظم الاجتماعية

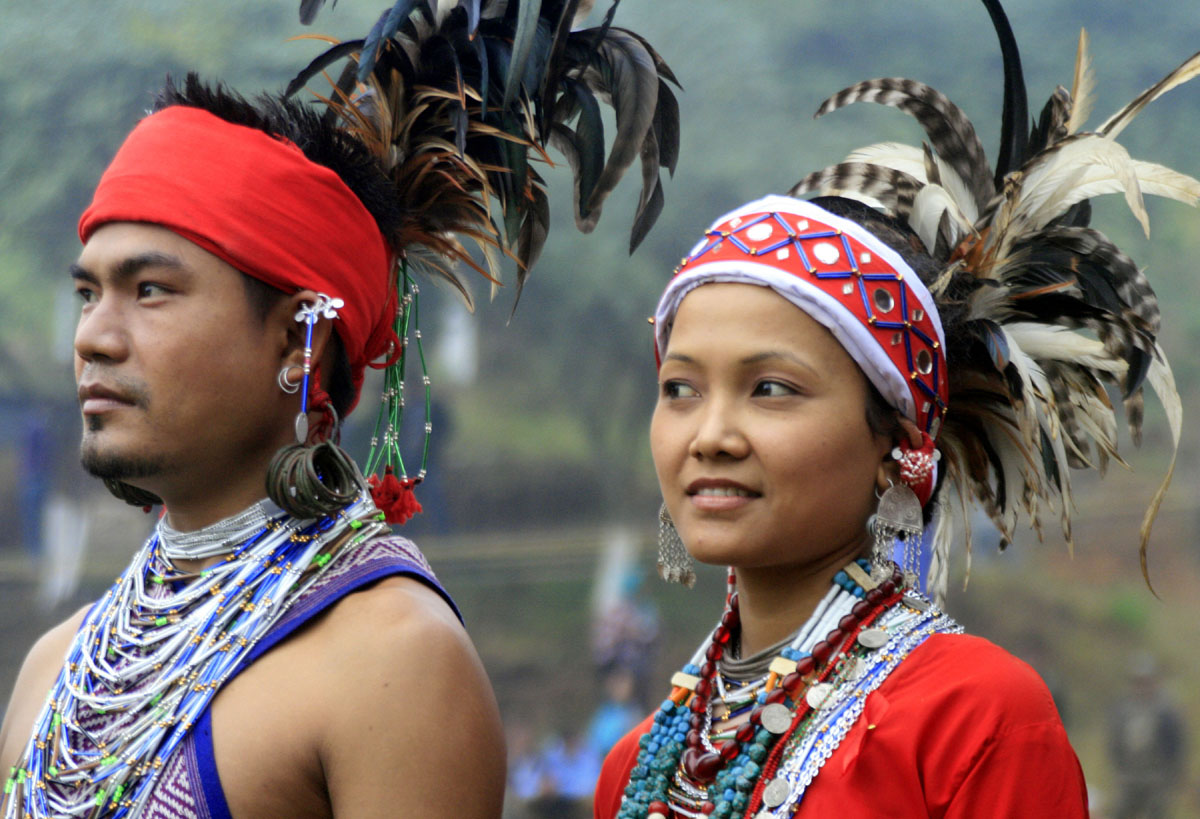
زوجان من الغارو بلسهم الثقافي

تتبع الغالبية السكانية والقبائل الرئيسية في ميكالية نظام النسب للأم وترث النساء كل شىء، فترث الابنة الصغرى كل الممتلكات وتعتني بالوالدين المسنين وأي إخوة غير متزوجين. إذا حدث ولم تكن هناك فتاة في الأسرة قد يختار الوالدان فتاة أخرى مثل زوجة الابن لترث المنزل وأي ممتلكات أخرى.
رجال قبيلتي الخاسي والجينتيا يتبعون نظام النسب للأم، وترث الابنة الصغرى (أو خون ختدوح) أيضًا كل الممتلكات وتتحمل مسؤوليات الأسرة. إذا لم تكن هناك بنات، فإن الخاسي والجينتيا يمارسون عادة "ia rap iing" التي تتبنى فيها الأسرة فتاة من عائلة أخرى وبعد إجراء الطقوس الدينية مع المجتمع، تصبح "كا تراي إيينغ" أو ربة المنزل.

### المجتمع المدني
يُعد المجتمع المدني في ميكالية مثالاً للتعاون الجماعيةيتجسد ذلك في منظمات المجتمع المدني التي تخدم المصالح العامة. يوجد في ميكالية أكثر من 181 منظمة غير حكومية. ترتبط معظم منظمات المجتمع المدني بالمجموعات العرقية، فتخدم هذه المنظمات مصالح هذه المجموعات في الولاية. فيوجد على سبيل المثال ثلاث منظمات طلابية تمثل المجموعات العرقية الرئيسية في ميكالية - اتحاد طلاب خاسي واتحاد طلاب جانتيا واتحاد طلاب غارو -.
تعمل المؤسسات الخيرية في ميكالية لتحقيق الرفاه العام،فدخلت مؤسسة الصحة العامة في الهند في شراكة مع حكومة ميكالية لتحسين الصحة العامة في المناطق الريفية عن طريق تعزيز قدرات المنظمات غير الحكومية.
تعد منطقة شمال شرق الهند نقطة تركيز رئيسة للحكومة المركزي بسبب مخاوف الأمن القومي من أن تهاجمها الدول المعادية المجاورة أو الجماعات المتمردة. فأنشئت الحكومة برامج إدارية مختلفة لإحلال السلام والاستقرار في هذه المنطقة من خلال التنمية الاقتصادية. منح قانون الصلاحيات الخاصة للقوات المسلحة (AFSPA) الذي أقرته الحكومة الهندية في عام 1958 الجيش الهندي سلطات حصرية للحفاظ على النظام، وأيضا ظهرت العديد المنظمات المتمردة ذات الأفكار الثقافية والسياسية يصعب تميزها عن منظمات المجتمع المدني. نتج عن هذان السببان تقييد منظمات المجتمع المدني لأنه من الممكن ببساطة اعتبرها حركات تمرد أو تابعة للمنظمات متمردة اخرى حظرتها الحكومة.

### المهرجانات

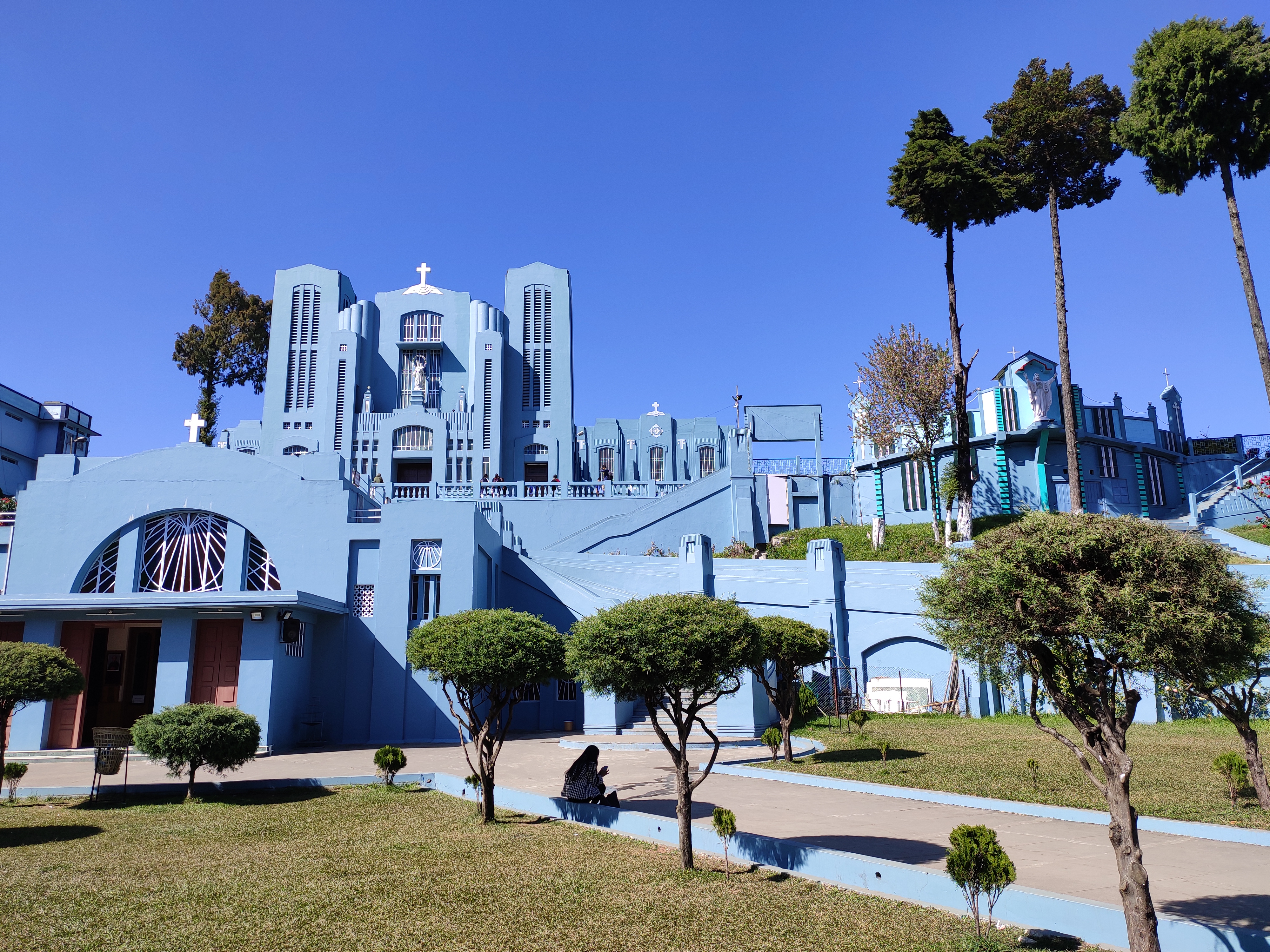
كاتدرائية مريم، شيلونغ

#### عيد الميلاد

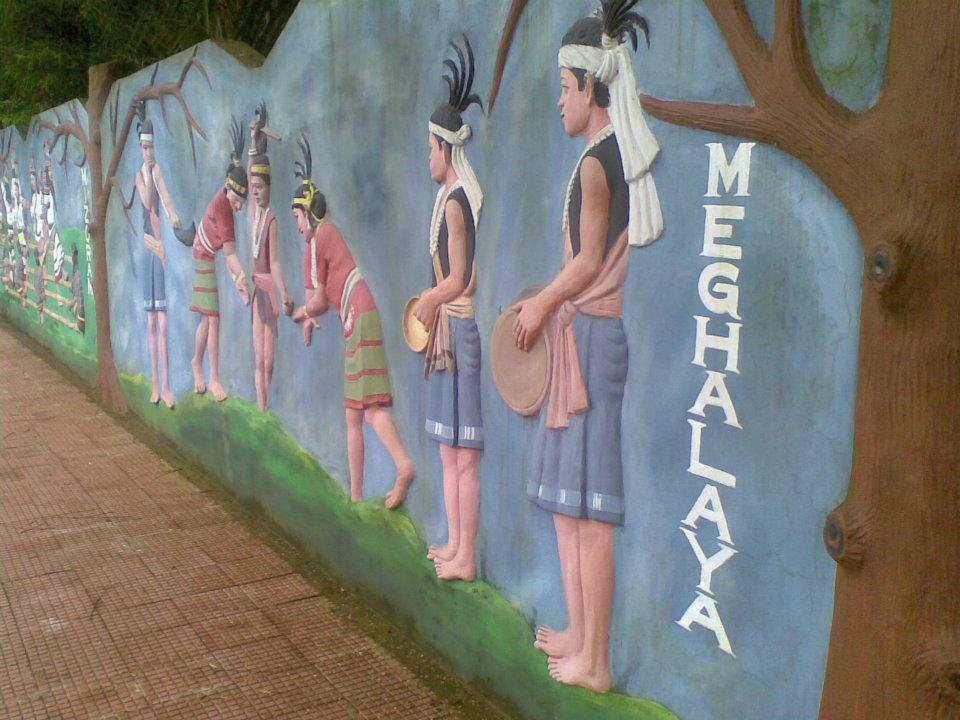
رقصة ميكالية

كونها ولاية ذات أغلبية مسيحية فيحتفل أغلب السكان بعيد الميلاد، وتنتشر أشجار عيد الميلاد والشموع في الخامس والعشرين من ديسمبر. تعتبر شيلونجغ وتشيرابونجي أفضل الوجهات للسياح الراغبين في مشاهدة والاحتفال بعيد الميلاد.

#### الخاسي
يُعتبر الرقص جوهر ثقافة الخاسي. تُؤدى الرقصات في Shnong (القرية) وRaid (مجموعة القرى). من أهم المهرجانات التي يُحتفلون بها بها: كا شاد سوك مينسيم وكا بوم بلانج نونجكريم وكا شاد شينجويانغ ثانجياب وكا شاد كينجوه خاسكاين وكا بام خانا شنونج وأومساان نونغخاراي وشاد بيه سير.

#### جينتيا
تُعبر مهرجانات جينتيا عن الاحتفاء بالطبيعة والتوازن والتضامن بين سكان الولاية.

#### الغارو
تُقام مهرجانات الغارو بمناسبات دينية وتغيرات الطبيعة ومواسم الطقس. من أبرز مهرجانات الغارو: دن بيلسيا ووانغالا ورونغشو غالا ومي أموا ومانغونا وغرينجديك با وجامانغ سيا وجا ميغابا وسا سات را تشاكا وأجيور أهاويا ودوري راتا دانس وشامبيل ميسارا ودوكروسوا وسارام تشا وإيه سي مانيا أو تاتا.

## القضايا الاجتماعية

### الهجرة غير الشرعية
تحولت الهجرة غير الشرعية إلى مشكلة كبيرة في الولايات الهندية المحيطة ببنغلاديش - البنغال الغربية من الغرب وميكالية وآسام من الشمال وتريبورة وميزورام ومانيبور من الشرق. طالبت العديد من الجماعات السياسية والمدنية إلى وقف أو السيطرة على هذه الهجرة ختلى تصبح ضمن المستويات المقبولة. يلبغ طول الحدود بين ميكالية وبنغلاديش حوالي 440 كيلومترًا منها حوالي 350 كيلومترًا غير محروسة دائمة لذا فهي سهلة الاختراق. تجري محاولات لتسييج الحدود بالكامل وتطوير آليات لإصدار بطاقات الهوية.
دعا رئيس وزراء الولاية موكول سانغما حكومة الهند في أغسطس 2012 إلى اتخاذ إجراءات عاجلة لوقف الهجرة غير الشرعية للبنغلاديشيين إلى شمال شرق الهند قبل أن يتفاقم الوضع.

### العنف
توفي ما بين 0 و28 مدنيا سنويا في ميكالية (أو حوالي 0 إلى 1 لكل 100000 شخص) بين عامي 2006 و2013 بسبب حواث العنف. بلغ متوسط معدل الوفيات السنوي في العالم بسبب العنف المتعمد في السنوات الأخيرة 7.9 لكل 100,000 شخص. تنبع حوادث العنف واالوفيات المرتبطة بهما من الخلاف بين الجماعات القبلية المختلفة وضد المهاجرين البنغلاديشين. اتخذت منظمات مسيحية مختلفة مبادرة لمنع العنف والمساعدة في عملية النقاش بين المجموعات. كانت هناك اشتباكات متكررة مع ولاية آسام.

### عدم الاستقرار السياسي
كان للولاية 23 حكومة منذ تأسيسها في عام 1972 بمتوسط عمر يقل عن 18 شهور للحكومة الواحدة، فقط ثلاث حكومات منها بقيت لمدة أكثر من ثلاث سنوات. أثر الاضطراب السياسي سلبًا على اقتصاد الولاية. لكن في السنوات الأخيرة شهدت الولاية استقرارًا سياسيًا. فمثلا أُجريت آخر انتخابات لمجلس الولاية في عام 2013 إثر حكومة دامت خمس سنوات انتخبت في عام 2008.

### زراعة جوم

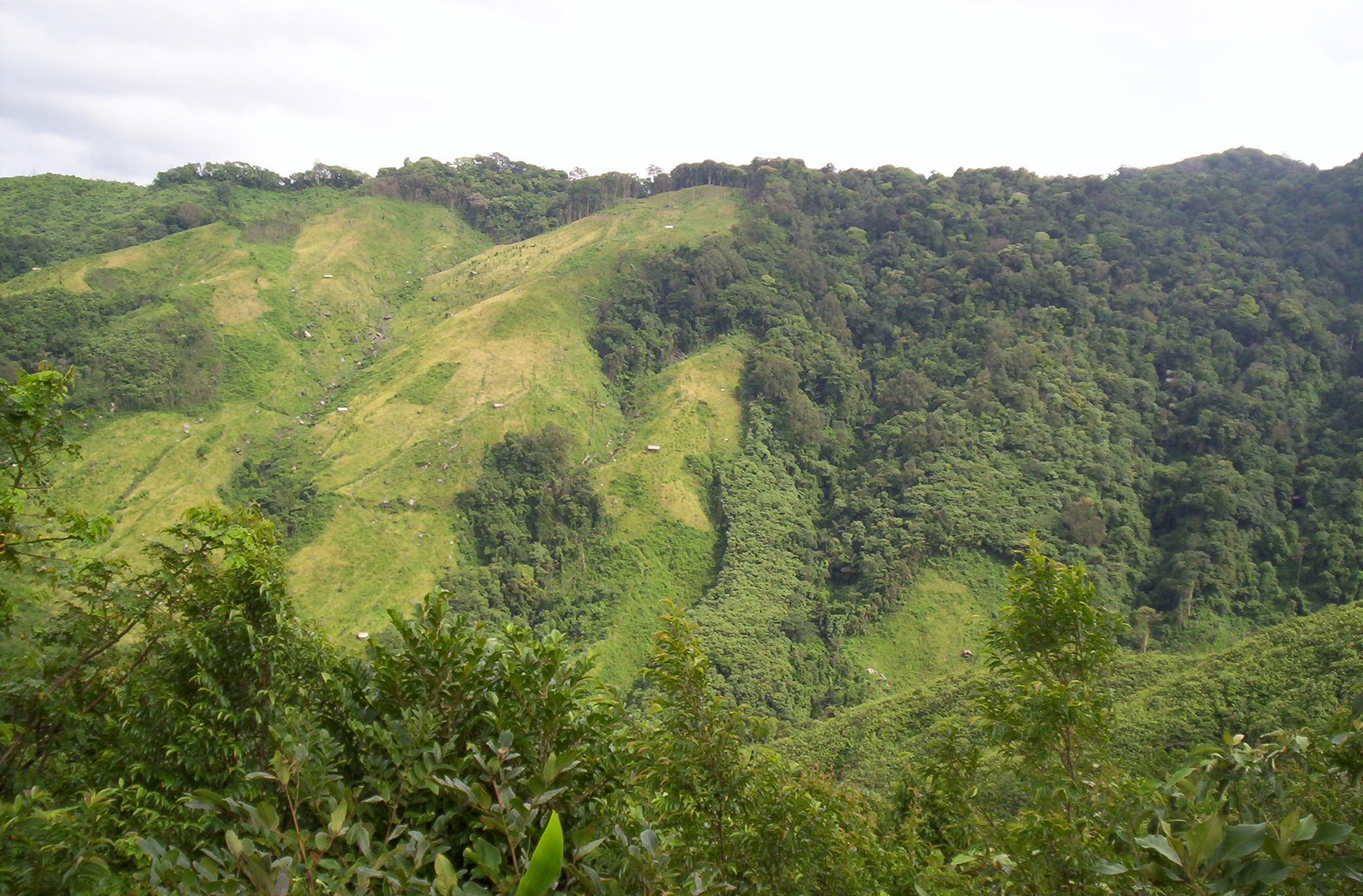
زراعة جوم في محمية نوكريك للمحيط الحيوي في ميكالية.

زراعة الجوم هي تقليد قديم في ميكالية. وهي تعتمد على تطهير الأرض بالكامل من النباتات ثم حرقها وزرعها لعدة سنوات ثم الانتقال إلى غيرها وإعادة الطريقة، يرسخ الفلكور هذه العادة.
تُعد الزراعة الجوم تهديدًا كبيرًا للتنوع البيولوجي في ميكالية في العصر الحديث. كشفت دراسة تصوير بالأقمار الصناعية أُجريت في عام 2001 أن هذا النوع من الزراعة مستمر وأن مناطق من الغابات الأولية الكثيفة تُفقد حتى من المناطق المحمية. تعد زراعة الجوم طريقة زراعية غير فعّالة ومنخفضة الإنتاجية. تُعتبر هذه المسألة قضية مهمة في ميكالية حيث يعتمد غالبية سكانها على الزراعة مصدر رئيسي للرزق. تواجه هذه المشكلة جنوب شرق آسيا بأكملها.